# Celina Jade
Celina Horan (Hong Kong; 10 de junio de 1985), conocida como Celina Jane, es una actriz, modelo, cantante y artista marcial chino-estadounidense, principalmente conocida por interpretar a Hiu Wor en la película de 2008 Legendary Assassin y a Shado en la serie de televisión de la cadena The CW, Arrow.

## Biografía
Celina nació en Hong Kong el 10 de junio de 1985. Es hija del actor Roy Horan, un actor y artista marcial estadounidense. Jade es de ascendencia china, francesa, inglesa y nativo estadounidense, también habla con fluidez el inglés, cantonés y mandarín. Tiene una hermana.
Celina comenzó a salir con el cantante Han Geng (exintegrante de Super Junior), la pareja se comprometió y en junio de 2019 registró su matrimonio, mientras que la ceremonia fue celebrada el 31 de diciembre del mismo año en Nueva Zelanda.

## Carrera
A la edad de 14 años, Celine ganó un concurso de canto que le valió un contrato de grabación con el productor japonés, Tetsuya Komuro, con el que realizó dos EPs: Good News Bad News y Kwong Ying Zi Gan.
En 2003, se graduó con honores de la London School of Economics, donde se licenció en administración. A pesar de esta tendencia a la analítica, Celina siguió su pasión por las artes creativas, por lo que firmó un contrato con el magnate de la música Paco Wong (EMI) en 2007. Ese mismo año fue elegida para interpretar el papel principal en la película Legendary Assassin, lo que le valió aparecer en otras películas como Love Connected y All's Well Ends Well y programas de televisión tales como Dolce Vita, Jade Solid Gold así como apariciones regulares a través de diversos canales de televisión de China. Para 2011, inicia las grabaciones de una serie web al lado de Peter Ho. En 2012, Jade obtiene su primer papel en una película estadounidense (El hombre de los puños de hierro), y es elegida para interpretar a Shado en la serie de televisión Arrow.

## Filmografía

### Películas
| Año  | Título                           | Personaje                        | Notas                     |
| ---- | -------------------------------- | -------------------------------- | ------------------------- |
| 2008 | Legendary Assassin               | Hiu Wor                          |                           |
| 2009 | All's Well, Ends Well            | Amiga en la fiesta de cumpleaños |                           |
| 2009 | Love Connected                   | Mary                             |                           |
| 2012 | I See You                        | Melissa                          | Cortometraje              |
| 2012 | Sleeping Dogs                    | Not Ping                         | Videojuego, actriz de voz |
| 2012 | Nightmare in North Point         | Not Ping                         | Videojuego, actriz de voz |
| 2012 | El hombre de los puños de hierro | Cantante en el Dragon Inn        |                           |
| 2012 | Zombie Guillotines               | Nun                              | Cortometraje              |
| 2013 | Tomorrow Comes Today             | Chin-Chin/Ting-Ting              |                           |
| 2015 | Skin Trade: Tráfico humano       | Min                              |                           |
| 2015 | April Flowers                    | April                            | Posproducción             |

### Series de televisión
| Año       | Título              | Personaje    | Notas                           |
| --------- | ------------------- | ------------ | ------------------------------- |
| 2011      | Wish Upon a Star    | Xiao Hui     | Serie web                       |
| 2012      | Mister French Taste | Angie Clarke | Serie de televisión, 1 episodio |
| 2013-2017 | Arrow               | Shado / Mei  | 22 episodios                    |

2020
|Love Yourself
|IQIYI
|36 episodios
|}

### Programas de variedades
| Año  | Programa        | Notas              |
| ---- | --------------- | ------------------ |
| 2018 | Give Me Five S2 | (ep. 7) - invitada |
| 2018 | Happy Camp      | invitada           |

### Revistas / sesiones fotográficas
| Año  | Título            | Notas                                       |
| ---- | ----------------- | ------------------------------------------- |
| 2020 | 出色WSJ           | (publicación de febrero) - junto a Han Geng |
| 2020 | CosmoBride China  |                                             |
| 2020 | Cosmoplitan China | (publicación de febrero) - junto a Han Geng |